# Psychospirituální krize
Psychospirituální krize (angl. spiritual emergency, případně spiritual crisis) je jednou z forem krize vlastní identity. Jde o stav, kdy u člověka dochází k významným změnám v názorovém či hodnotovém systému (např. jeho jedinečné cíle, hodnoty, postoje, přesvědčení), zpravidla v důsledku mimořádného spirituálního zážitku. Jeho příčinou mohou být též mimořádné stavy vědomí, mystické, paranormální či jiné neobvyklé zážitky. Člověk se jimi může cítit ohrožen nebo má kvůli nim potíže se zvládáním každodenního života.
Tento okruh potíží byl pod názvem Náboženský nebo spirituální problém zařazen v USA do Diagnostického a statistického manuálu Americké psychiatrické asociace (DSM-IV) v roce 1994. V současné verzi (DSM-V) pod kódem V62.89 (Z65.8) označuje stavy, kdy je v centru klinického zájmu náboženská či spirituální obtíž. Zahrnuje stavy spojené s pozbytím víry, změnou vyznání, které mohou, ale nemusejí být spojeny s konkrétní církví.

## Další souvislosti
Tyto zážitky se mohou vyskytnout v souvislosti s různými formami duchovní praxe, po silném emočním či traumatickém zážitku, po užití psychedelických látek nebo i zcela náhle, spontánně. Příkladem neobvyklých zkušeností může být objevení se mimosmyslového vnímání nebo předvídání budoucích situací, zkušenost existence mimo vlastní tělo, kontakt s duchy, vize, hlasy, pocity sjednocení s druhými lidmi, přírodou, vesmírem, příval nesrozumitelných emocí apod. Do vědomí mohou také různými způsoby vstupovat mytologická témata, jako např. téma smrti, zničení a znovustvoření, boj mezi silami dobra a zla, téma nového světa, nového společenského řádu atd. Člověk může mít pocit, že je vyvoleným, vykupitelem, zachráncem lidstva apod.
Uvedené prožitky jsou někdy značně dramatické, zahlcující a nevítané. Vzhledem k neobvyklosti takových zkušeností v naší kultuře mohou vyvést z rovnováhy nejen toho, kdo je zažívá, ale i jeho blízké. Lidé mívají potíže s integrací těchto zkušeností, s rozlišováním vnitřní a vnější reality. Cítí se být izolovaní, mívají strach o své duševní zdraví i o život. Mnohdy prožívají zaplavující pocity úzkosti, hněvu, viny nebo deprese, ale i pocity intenzivního soucítění a nepodmíněné lásky. Typické je také extrémní kolísání nálad.
Psychologové a psychiatři jsou zpravidla při setkání s výše uvedenými symptomy velmi obezřetní, neboť psychospirituální krize v mnohém připomínají vážné duševní poruchy z okruhu psychóz. Rozhodnout, zda se jedná o duchovní krizi, v praxi znamená zároveň stanovit, zda by klientovi pomohla alternativní strategie léčby vypracovaná odborníky na tuto problematiku (S. Grof, Ch. Grof, D. Lukoff, E. Bragdon, J. Perry, E. Podvoll a další).
Ke klíčovým znakům odlišujícím psychospirituální krizi od psychóz patří především schopnost klienta i v průběhu dramatických prožitků vytvořit a udržet adekvátní psychoterapeutický vztah, komunikovat a spolupracovat. Dále také schopnost připustit, že proces může vycházet z vlastní psýché, zájem o probíhající zkušenost a její význam, nenarušené myšlení a základní orientace v sociálním světě. Psychospirituální krize mívá relativně náhlý nástup, před kterým jedinec nemívá trvalejší potíže s navazováním vztahů a uplatněním ve společnosti.
Naopak projektování vnitřních obsahů na vnější osoby či události, déle trvající identifikace s těmito obsahy (např. „Jsem spasitel!“), přítomnost pronásledujících hlasů a bludů nebo destruktivní a sebedestruktivní tendence jsou indikací pro upřednostnění tradičních léčebných postupů.